# 斡離不
斡離不（オリブ）は、金の皇族。女真名は斡魯補（オルブ）とも。漢名は宗望。初代皇帝の太祖阿骨打（アクダ）の次男。金の名将として知られる。

## 経歴
妃の紇石烈氏（後の欽憲太皇太后）の長男として生まれた。初め、父帝の征戦に従い、常に側近にあった。天輔6年（1122年）、兵を率いて遼の天祚帝（耶律延禧）を追い、軍功を挙げた。父帝に従って燕京を平定し、副都統となった。天会元年（1123年）、千人の兵をもって奇襲し、天祚帝の大軍を大いに破った。
太祖阿骨打は1123年に死去するが、その弟の太宗呉乞買（ウキマイ）が後を継いで遼との戦いを続け、1125年に逃れていた皇帝天祚帝を捕らえ、遼を完全に滅ぼして内モンゴルを支配した。ところが、宋は金朝との間で結んだ「海上の盟」（1120年）を守らず、背信行為が露見した。金と宋は対立するようになった（宋金戦争）。
太宗は斡離不らに宋への侵攻を命じ、天会3年（1125年）10月、斡離不は河北の平州より進発して北宋を攻め、白河にいたり、12月に郭薬師の軍を白河で破った。撒改（サガイ）の子の粘没喝（ネメガ、宗翰）は山西方面から宋に侵入し、両軍は華北一帯を席巻して、天会4年（1126年）正月には北宋の都の開封を包囲した。8月に斡離不は右副元帥となり、再び宋を攻めた。12月に左副元帥の粘没喝とともに開封を包囲、宋に対して和平に傾き、領土・賠償金・和親政策（自身や他の皇族に徽宗の帝姫たちを妾妻として差し出させる）をもって講和を認めようとしたが、他の将帥の反対のため交渉に失敗した。
凱旋した後、天会5年6月21日（1127年7月31日）に傷寒で急死した。上京に葬された。天会13年（1135年）、魏王を追贈された。皇統3年（1143年）、熙宗により晋王を再追贈された。大定3年（1163年）、宋王を再追贈され、「桓粛」と諡された。

## 宗室

### 妻妾
- 側室：耶律余里衍 - 遼の蜀国公主。
- 側室：趙福金 - 北宋の茂徳帝姫。徽宗の娘。
- 側室：張氏 - 北宋の韋賢妃の侍女。

### 子女
- 男子：完顔斉、完顔京、完顔文
- 女子：昭寧公主 什古

## 伝記資料
- 『宋史』
- 『靖康稗史箋證』
- 『金史』